# Евагрий Схоластик

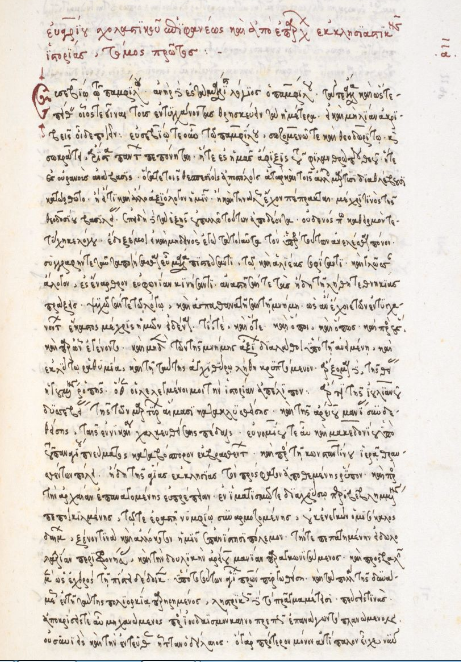
Евагрий Схоластик. «Церковная история». Греческая рукопись 1524 год. Британская библиотека.

Ева́грий Схола́стик (Эва́грий Схола́ст; др.-греч. Εὐάγριος Σχολαστικός; лат. Evagrius Scholasticus; 535 или 536—594) — антиохийский юрист, автор «Церковной истории», охватывающей время с 431 по 594 год.

## Биография
Евагрий по национальности был сирийцем. Он родился в Сирии, в городе Епифания, который стоит на реке Оронт. Родители его, как сообщает сам Евагрий, были благочестивыми христианами. В 542 году, когда Евагрий учился в начальной школе, вместе с родителями он совершил паломническую поездку в Апамею, где поклонился частице Животворящего Креста Господня. В Апамее Евагрий стал свидетелем захвата города персидскими войсками Хосрова и игр, устроенных на городском ипподроме в честь последнего. Во время жизни Евагрия в Сирии часто случалась одна и та же болезнь — эпидемия, от которой умирали люди. Евагрий, еще когда ходил в школу, переболел этой болезнью, у него была опухоль в паховой области. По симптомам, описанным Евагрием, это была бубонная чума — Юстинианова чума. В дальнейшем в его организме, по-видимому, возник иммунитет к этой инфекции.
После школы Евагрий изучал юридическое право и стал адвокатом в столице Сирии Антиохии, где прожил бо́льшую часть жизни. За свои учёные занятия Евагрий получил прозвище: «Схоластик» (др.-греч. Σχολαστικός — преданный ученым занятиям, учёный). Евагрий женился. В Антиохии Евагрия заметил патриарх Григорий, который сделал его управляющим в патриархии. От имени патриарха Евагрий неоднократно ездил по церковным делам в столицу империи, в город Константинополь. Евагрий и патриарх были всю жизнь близкими друзьями, о последнем Евагрий отзывается самым лучшим образом в своём сочинении «Церковная история». В 588 году патриарха обвинили во многих тяжких преступлениях, в том числе в грехе кровосмешения — в сожительстве с родной сестрой. В качестве обвинителей выступали политические и церковные враги патриарха, которые возбуждали простой народ против Григория. Дело рассматривал император и сенат в столице, в качестве адвоката патриарха выступил Евагрий, который успешно выиграл дело.
Евагрий воспитал несколько детей, выдал дочь замуж, имел внуков. Евагрий был достаточно богатым человеком, как он сам пишет, у него было много рабов и зависимых крестьян-хоритов. Крестьяне-энапографы, зависимые от Евагрия, жили, по-видимому, в пригороде Антиохии, возможно, на землях, ему принадлежащих. Евагрия постигло несчастье. Моровая язва, которая случилась в Антиохии, лишила Евагрия не только многих его рабов и крестьян, но и жены, и многих детей. Когда Евагрию было уже более 52 лет, новая эпидемия лишила его уже и старшей дочери, и внука. 28 октября 588 года Евагрий вновь женился на молодой девушке из хорошей семьи, в первую брачную ночь произошло сильнейшее землетрясение, от которого Евагрий с супругою чудом спаслись. Евагрий написал сборник посланий, донесений, судебных решений, речей и иных произведений, которые частью были составлены от имени патриарха Григория. Он преподнёс эту книгу императору Тиберию. Император достойно оценил литературные и государственные заслуги Евагрия и пожаловал ему титул почётного квестора. Когда у императора Маврикия родился сын Феодосий, Евагрий написал в честь него хвалебный панегирик, за что получил от императора звание: почётный префект. В своей книге «Церковная история», которую Евагрий написал в конце жизни, он себя с гордостью называет др.-греч. ἔπαρχος — епарх. Родственником Евагрия и его земляком был историк Иоанн Епифанский, автор книги «История», которая сохранилась лишь во фрагментах. Иоанн был также ближайшим помощником патриарха Григория и вел переговоры с Хосровом.